# Atlético Malabo
Atlético Malabo ist ein äquatorialguineischer Fußballverein aus Malabo.

## Geschichte
Der Verein holte 1981 und 1982 die ersten nationalen Meisterschaften. Es vergingen knapp 20 Jahre, bis der Verein seine dritte und bisher letzte nationale Meisterschaft 2003 feiern konnte. Im nationalen Pokal gelangen Atlético bislang sechs Erfolge. Der Verein trägt seine Heimspiele im Estadio Internacional aus.

## Erfolge
- Äquatorialguineascher Meister: 1981, 1982, 2003
- Äquatorialguineascher Pokalsieger: 1985, 1987, 1988, 1990, 1991, 2001

## Statistik in den CAF-Wettbewerben
| Saison | Wettbewerb                     | Runde    | Land                         | Verein                         | Heim | Auswärts |
| ------ | ------------------------------ | -------- | ---------------------------- | ------------------------------ | ---- | -------- |
| 1980   | African Cup Winners’ Cup       | 1. Runde | Gabun                        | USM Libreville                 | 2:2  | 1:3      |
| 1982   | African Cup of Champions Clubs | Vorrunde | Zentralafrikanische Republik | Sporting Moura                 | 0:1  | 1:3      |
| 1984   | African Cup of Champions Clubs | Vorrunde | Angola                       | Estrela Clube Primeiro de Maio | 2:0  | 1:6      |
| 1985   | African Cup Winners’ Cup       | Vorrunde | Benin                        | AS Dragons FC de l’Ouémé       | 1:2  | 0:8      |
| 1988   | African Cup Winners’ Cup       | 1. Runde | Kamerun                      | Canon Yaoundé                  | 3:1  | 0:5      |
| 1992   | African Cup Winners’ Cup       | Vorrunde | Zentralafrikanische Republik | ASDR Fatima                    | 1:1  | 0:3      |
| 1998   | CAF Cup                        | Vorrunde | Zentralafrikanische Republik | ASDR Fatima                    | w/o  |          |
|        | CAF Cup                        | 1. Runde | Kamerun                      | Stade Bandjoun                 | 0:6  | 0:1      |
| 2002   | African Cup Winners’ Cup       | Vorrunde | Togo                         | Sara Sport FC                  | w/o  |          |
|        | African Cup Winners’ Cup       | 1. Runde | Libyen                       | Al-Ahly Tripolis               | 2:2  | 0:3      |
| 2004   | CAF Champions League           | Vorrunde | Angola                       | Atlético Petróleos Luanda      | 1:3  | 1:3      |